# دنیس خمتوف
دنیس خمتوف (انگلیسی: Denys Khomutov؛ زادهٔ ۷ اوت ۱۹۷۹) بازیکن فوتبال اهل اوکراین است.
از باشگاه‌هایی که در آن بازی کرده‌است می‌توان به باشگاه فوتبال شاختار دونتسک اشاره کرد.